# Rawson Mountains
Die Rawson Mountains sind ein sichelförmiger Gebirgszug im westantarktischen Marie-Byrd-Land. Als Teil des Königin-Maud-Gebirges bestehen sie aus abgeflachten, vereisten Bergen, zu denen der Fuller Dome, Mount Wyatt und Mount Verlautz gehören. Sie ragen südöstlich des Nilsen-Plateaus auf und erstrecken sich über eine Länge von 29 km entlang der Westflanke des Scott-Gletschers.
Die Mannschaft um den Geologen Quin Blackburn (1900–1981) entdeckten den Gebirgszug im Dezember 1934 bei der zweiten Antarktisexpedition (1933–1935) des US-amerikanischen Polarforschers Richard Evelyn Byrd. Byrd benannte ihn nach dem US-amerikanischen Banker Frederick Holbrook Rawson (1879–1937), Sponsor dieser und Byrds erster Antarktisexpedition (1928–1930).